# Cuando hay pasión
Cuando hay pasión es una telenovela venezolana producida por Venevisión en el año 1999. La telenovela fue escrita por Benilde Ávila, muy libremente basada en la radionovela "Valentina", de Inés Rodena. La telenovela cuenta con las participaciones protagónicas de Fedra López y Jorge Reyes, coprotagonizada por Jaime Araque y Ana Karina Casanova y las actuaciones antagónicas de Miriam Ochoa, Julio Alcázar, Niurka Acevedo, Anabell Rivero y Julio Pereira.

## Argumento
Inés y Luis Guillermo... Marisela y Diego Andrés... Dos historias de amor que se desarrollan en el marco de una encarnizada lucha entre dos familias prominentes: los Núñez y los Malavé. Copropietarios de una exitosa compañía disquera, los Núñez y los Malavé han sido socios durante muchos años. Al morir Don Carlos Núñez y su esposa en un accidente automovilístico, su hijo mayor, Reinaldo, asumió el control de los negocios de la familia. Desde entonces, ha malcriado a sus tres hermanos – Luis Guillermo, Gabriela y Jean Paul – y a sus dos hijas, Vicky y Jennifer, dándoles todos los lujos que pueden comprarse con dinero. Pero ahora, deben afrontar una terrible realidad: mientras Reinaldo estaba en el exterior sometiéndose a exámenes médicos que revelaron una enfermedad mortal, su socio, Armando Malavé, despojó a los Núñez de todas sus acciones en la compañía. Este fraude, añadido a los gastos extravagantes que incurren habitualmente, los ha dejado en la ruina.
Para empeorar aún más las cosas, la hija de Malavé, Daniela, deja plantado a Luis Guillermo la noche de su boda, al enterarse de que la fortuna de los Núñez ya no existe. Coaccionada por su padre y por su malvada tía Berta, no llega nunca a la ceremonia; y como consecuencia, Luis Guillermo cae en una profunda depresión. Ante la bancarrota, y sufriendo la humillación causada por los intrigantes Malavé, Reinaldo busca la manera de evitar que su familia pierda lo poco que les queda. Su única confidente es Inés Leal, una muchacha responsable, noble y bondadosa que creció en casa de los Núñez y ahora es la institutriz de la hija de Reinaldo. Inés ha estado secretamente enamorada de Luis Guillermo toda su vida, pero él nunca se ha fijado en ella. Reinaldo, que es viudo, ignora que su hermano es el verdadero amor de Inés, y ahora le propone matrimonio para asegurarse de que, cuando él muera, su familia quede bajo la sensata tutela de Inés. Convencida de que nunca podrá ganarse el amor de Luis Guillermo, y por lealtad a Reinaldo, Inés acepta.
En la mansión Núñez también vive Diego Andrés Anzola, primo de la familia. Este brillante psiquiatra está comprometido con la hija menor de Armando Malavé – pero encontrará el amor de su vida en Marisela, una huérfana pobre a quien conoce por azar, y quien es recogida por el bondadoso Reinaldo cuando descubre que ella está completamente desamparada. Sorprendentemente, Marisela resulta ser la hija perdida de Armando y Flavia Malavé... la hija que Flavia ha estado llorando durante diecisiete años. Sin embargo, Marisela tendrá que pasar por muchas vicisitudes antes de poder disfrutar de la posición social que por derecho le corresponde... y antes de poder encontrar la felicidad junto a Diego Andrés. Con la noticia de la muerte de Reinaldo en una operación quirúrgia en los Estados Unidos, Inés se encuentra ante la difícil tarea de manejar la casa de los Núñez y enfrentarse valientemente al odio y resentimiento de todos los miembros de la familia, incluyendo a Luis Guillermo.
Poco a poco, sin embargo, Luis Guillermo va dándose cuenta de que siempre estuvo enamorado de ella; y justo cuando Inés comienza a ver su sueño hacerse realidad, reciben una sorpresa estremecedora: la muerte de Reinaldo fue fingida. El estuvo escondido todo este tiempo, planificando la venganza contra la familia que le trajo ruina y vergüenza al apellido Núñez: los Malavé. A partir de ese momento, Diego Andrés y Marisela, Inés y Luis Guillermo, se verán atrapados en medio de un torbellino de intrigas, celos, ambición y oscuros secretos del pasado... y jugarán papeles claves en una serie de acontecimientos sorpresivos que llevarán sus historias hacia un emocionante final.

## Elenco
- Fedra López es Inés de Jesús Leal Malavé.
- Roxana Díaz es Betania Leal Malavé.
- Jorge Reyes es Luis Guillermo Núñez Anzola.
- Jaime Araque es Diego Andrés Anzola Miralle.
- Ana Karina Casanova es Marisela Malavé Istúriz.
- Carlos Olivier es Reinaldo Enrique Núñez Anzola / Piere Diboa.
- Tatiana Capote es Flavia Istúriz de Malavé.
- Raúl Amundaray es Félix Manuel Escobar.
- Miriam Ochoa es Bertha Betancourt.
- Julio Pereira es Robert Armando Malavé.
- Gabriel Fernández es Padre Darío Ignacio.
- Niurka Acevedo es Daniela Malavé Betancourt.
- Julio Alcázar es Armando Malavé.
- Eva Blanco es Asunta.
- Isabel Moreno es Emperatriz Malavé.
- Cristina Obin es Chepina.
- Marisela Buitrago es Solbela.
- Judith Vásquez es Sonia.
- Adelaida Mora es Marta Elena Duran - Martica.
- Carmen Francia es The detective.
- Virginia García es Diana Mendoza.
- José Vieira es Aldo.
- Mario Brito es Campusano.
- Mauricio Rentería es Walter Bracamonte.
- Alexis Escámez es Asdrúbal.
- Lisbeth Manrique es Doris Yépez.
- Deyalit López es Carolina.
- Jeanette Flores es Yelitza Josefina Urbina.
- Jeinar Moreno es Gabriela Núñez Anzola.
- Kassandra Tepper es Victoria Núñez Anzola.
- Asdrúbal Blanco es Jean Paul Núñez Anzola.
- Wilmer Machado es José Isabel - Cheyito.
- Víctor Hernández es Alfredo José Hernández.
- Anabell Rivero es Michelle Adriana Malavé Betancourt.
- Roberto Messuti es Juan Carlos.
- Carmen Domínguez es Xiva.
- Ivette Domínguez es Peggy.
- Sofía Díaz es Jennifer Núñez Anzola.
- Jefferson Quiñónes es Arturo.
- Ana Zambrano es Fefa.
- Sonia Villamizar es Patricia Miraval.
- José Torres es Braulio Parades.
- Pedro Lander es Julio César Estrada.
- Mirtha Borges es Rosaria Boromeo.
- Ana Massimo es Cinthia.
- Carlos Flores es padre Moncada.
- María Alejandra Colón